# Reza Najie
Reza Najie (en persan: رضا ناجی) ou Mohammad Amir Najie né le 26 décembre 1942 à Tabriz, est un acteur iranien.

## Biographie
Najie a commencé sa carrière au théâtre lorsqu’il était encore un adolescent. Durant ses services militaires, il a poursuivi sa carrière d’acteur. Son premier film au cinéma date de 1997 dans Les Enfants du ciel, qui prouve  son talent exceptionnel. Pour le rôle du père d’Ali, le réalisateur Majid Majidi cherchait un acteur avec un accent Azéri, et Najie a été choisi avec soin parmi un groupe de 2,500 acteurs testés pour le rôle. Depuis il a joué dans plusieurs films. Parmi ses performances importantes, son interprétation dans Les chants de moineaux, de Majid Majidi, pour lequel Najie a gagné l’Ours d’argent au Festival du film de Berlin, et le prix du meilleur acteur en  2008 au Asia Pacific Screen Awards.

## Filmographie
| Année | Titre                   | Rôle          | Notes                                         |
| ----- | ----------------------- | ------------- | --------------------------------------------- |
| 1997  | Les Enfants du ciel     | Le père d’Ali |                                               |
| 1998  | Naissance d’un papillon |               |                                               |
| 2001  | Bārān                   | Memar         |                                               |
| 2002  | Parandeh Baz-e Kouchak  |               |                                               |
| 2005  | Le Saule pleureur       | Morteza       |                                               |
| 2007  | Sargije (Le vertige)    |               |                                               |
| 2008  | Le Chant des moineaux   | Karim         | l’Ours d’argent au Festival du film de Berlin |